# Irmãos de Itália
Irmãos de Itália (em italiano: Fratelli d'Italia, FdI), cujo nome oficial é Irmãos de Itália-Aliança Nacional (em italiano: Fratelli d'Italia-Alleanza Nazionale, FdI-AN), é um partido político italiano de ideologia nacional-conservadora, populista, eurocética e atlanticista, também descrito como pós-fascista. Foi fundado em 2012 por membros do O Povo da Liberdade (PdL) que se opunham ao governo de Mario Monti e, também, à União Europeia (UE).
Em dezembro de 2012, o FdI emergiu de uma divisão mais à direita dentro do partido de Silvio Berlusconi, O Povo da Liberdade. A maior parte da liderança do FdI, incluindo Giorgia Meloni, que lidera o partido desde 2014, bem como o símbolo do movimento (a chama tricolor), vem da Aliança Nacional (AN), fundada em 1995 e incorporada pela PdL em 2009. AN foi o sucessor do Movimento Social Italiano (MSI), ativo de 1945 a 1995, um partido neofascista fundado por ex-membros do banido Partido Nacional Fascista (1921–1943) e o Partido Republicano Fascista (1943–1945).
Concorreu às eleições legislativas italianas de 2013, dentro da coligação de centro-direita liderada por Silvio Berlusconi. Os seus resultados finais rondaram os 2%, suficientes para eleger 9 deputados. Nas eleições europeias de 2014, obteve um resultado de destaque, ao obter mais de 1 milhão de votos, o que se traduziu num 3,7% dos votos, resultado que mesmo assim não foi suficiente para eleger um deputado europeu.
Em 2022 elegeu Giorgia Meloni como primeira-ministra, se tornando o primeiro partido italiano de extrema-direita a chegar ao poder na Itália desde o fim da Segunda Guerra Mundial. Para o cientista político Sergio Schargel, alguns motivos que explicam a ascensão de Meloni são a tradição autoritária italiana, a ausência de um processo de "desfascistização", o contexto geopolítico global de recessão democrática, a crise do coronavírus e o sentimento de antipolítica.

## História

### Antecedentes e fundação

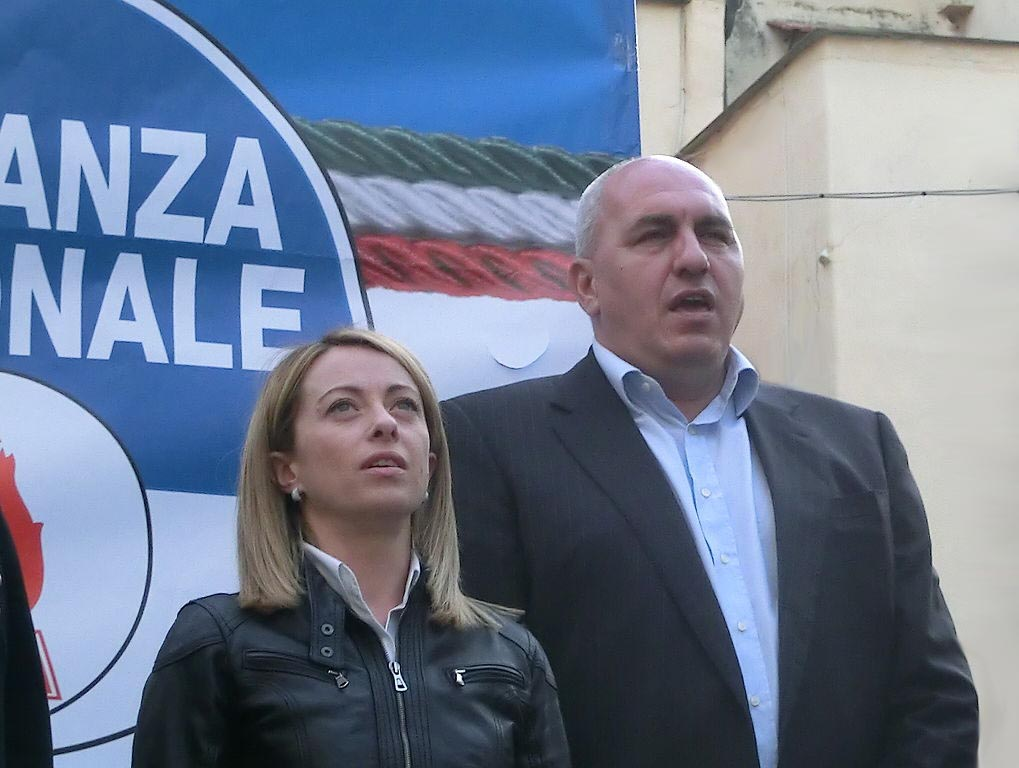
Giorgia Meloni e Guido Crosetto.

Em novembro de 2012, Ignazio La Russa e Maurizio Gasparri, líderes da Direita Protagonista, uma facção do PdL, anunciaram o seu apoio a Angelino Alfano nas primárias do partido programadas para dezembro. O cancelamento subsequente da primária não foi acordado por La Russa e por muitos outros no partido.
No dia 16 de dezembro, Giorgia Meloni, Fabio Rampelli, Guido Crosetto e Giuseppe Cossiga organizaram em Roma as chamadas "Primárias de Ideias", nas quais criticaram abertamente a liderança de Silvio Berlusconi e qualquer possível perspectiva de uma aliança eleitoral com O primeiro ministro Mario Monti, proposto por algumas fações dirigentes do partido (Liberamente, Rede Itália, Reformismo e Liberdade, Populares Liberais, Nova Itália, FareItalia, etc).
A 17 de dezembro, La Russa, um dos três coordenadores nacionais do PdL, anunciou que estava deixando o partido para formar o "Centro-direita Nacional", incluindo não apenas os de direita, mas também os democratas-cristãos e liberais da Força Itália (FI) como Crosetto e Cossiga. A separação do PdL foi acordada com Berlusconi a fim de representar melhor a direita italiana e oferecer uma escolha atraente aos eleitores de direita. Simultaneamente, Crosetto e Meloni anunciaram a formação dos "Irmãos da Itália", cujo nome foi retirado da primeira linha do hino nacional. No dia 21 de dezembro os dois grupos, formados principalmente por ex-integrantes do A Aliança Nacional (La Russa, Meloni, Rampelli, Massimo Corsaro, Viviana Beccalossi, Alfredo Mantica, etc.) uniu forças como Irmãos da Itália - Centro-direita Nacional, geralmente abreviado para "Irmãos da Itália". Os seguidores de La Russa logo formaram os seus próprios grupos na maioria dos conselhos regionais, começando com o Conselho Regional da Lombardia, e o Senado. Carlo Fidanza e Marco Scurria, eurodeputados do grupo do Partido Popular Europeu, também aderiram ao partido.

### Eleições gerais de 2013
Nas eleições gerais de 2013, o partido obteve 2,0% dos votos e nove cadeiras na Câmara dos Deputados. A 5 de março de 2013, a diretoria executiva do partido nomeou La Russa presidente, Crosetto de coordenador e Meloni líder na Câmara.
Durante a quarta votação para as eleições presidenciais de 2013, a FdI decidiu apoiar Franco Marini, um democrata apoiado também pelo PdL e pela Lega Nord (LN). Após o resultado malsucedido da votação, a FdI começou a votar no coronel Sergio De Caprio, conhecido por ter prendido o chefe da Máfia Totò Riina. A 29 de abril de 2013 Meloni anunciou na Câmara dos Deputados o voto do partido de não-confiança para Enrico Letta do governo, apoiado pelos democratas, PDL e Civic escolha. O partido permaneceria na oposição durante toda a legislatura.
Em setembro de 2013, a FdI lançou o “Workshop for Italy” (OpI), uma iniciativa política que visa alargar a base do partido. O recém-formado comitê político da OpI, liderado por Cossiga, incluía, entre outros, o ex-ministro das Relações Exteriores Giulio Terzi di Sant'Agata, ex-membros da AN (notavelmente incluindo Gianni Alemanno, Mario Landolfi, Sergio Berlato, Adolfo Urso e Souad Sbai), ex-membros da FI (incluindo ex- socialistas como Giulio Tremonti e Antonio Guidi, e ex-democratas-cristãos como Fabio Garagnani), ex-membros da União do Centro (Magdi Allam e Luciano Ciocchetti), e ex-integrante da LN (Oreste Rossi). O Italy First de Alemanno e o FareItalia de Urso deveriam se juntar à FdI em fevereiro de 2014.

### Eleições gerais de 2018
Nas eleições gerais de 2018, a FdI obteve 4,4% dos votos e mais de três vezes as cadeiras conquistadas em 2013, na Câmara.
Em novembro de 2018, na corrida as eleições para o Parlamento Europeu, o partido concordou em se juntar ao grupo Conservadores e Reformistas Europeus (ECR) no Parlamento Europeu, abrindo caminho para um pacto com outros menores partidos conservadores na Itália, incluindo Raffaele Fitto 's Direction Italy.
Em fevereiro de 2019, Marco Marsilio conquistou 48,0% dos votos na eleição regional de Abruzzo e tornou-se o primeiro presidente da FdI para a região.
Para a eleição do PE, a FdI recrutou vários candidatos de alto perfil, incluindo cinco MPEs cessantes (dois da Direction Italy, mais três da FI: Fabrizio Bertot, Stefano Maullu e Elisabetta Gardini), outros ex-pesos pesados da FI (Alfredo Antoniozzi e Monica Stefania Baldi) e o renomado sociólogo Francesco Alberoni. Como resultado, a FdI obteve 6,4% dos votos (10,3% na Calábria , 9,0% na Lazio, 8,9% na Apúlia e 8,4% na Basilicata) e cinco deputados europeus.

## Ideologia e facções
A FdI tem as suas raízes na história e nos valores do Movimento Social Italiano e da sua sucessora Aliança Nacional. As principais tendências ideológicas do partido são o nacionalismo italiano e o conservadorismo, e a sua ideologia inclui também um sentimento eurocético.
O FdI incluiu várias facções internas, nomeadamente incluindo:
- Itália Primeiro (Prima l'Italia), liderado por Gianni Alemanno;
- FazerItália (FareItalia), liderado por Adolfo Urso;
- Eu amo Itália (Io Amo l'Italia), liderado por Magdi Allam;
- Eu o Sul (Io Sud), liderado por Adriana Poli Bortone.

Alemanno e Poli Bortone deixaram a FdI, junto com suas fações, em dezembro de 2014 e abril de 2015, respetivamente.

### Questões económicas
O partido propõe uma visão neoliberal da economia. Ele quer introduzir um imposto único, abolir a renda básica universal que beneficia os mais desfavorecidos e introduzir a preferência nacional no acesso ao emprego e à moradia.
Giorgia Meloni é vista como a favorita da comunidade empresarial nas eleições gerais de 2022. O seu partido está unido nos meses que antecederam a eleição por muitos representantes dos empregadores e economistas neoliberais anteriormente próximos de Silvio Berlusconi ou Matteo Salvini. Giulio Tremonti, Ministro da Economia e Finanças de Berlusconi, tem sido visto em convenções organizadas pelos Irmãos de Itália.

### Questões sociais
A visão do partido é a de uma família "tradicional", e se opõe à introdução de uniões civis para casais homossexuais, casamento entre pessoas do mesmo sexo e adoção por tais casais, uma exigência que Giorgia Meloni descreveu como "caprichosa" porque se opõe ao "direito natural de ter um pai e uma mãe". Em 2022, os Irmãos da Itália introduziram um projeto de lei que tornava a subserviência um crime punível com a prisão. O partido também se opôs à adoção de leis que criminalizassem atos discriminatórios "com base no sexo, orientação sexual ou identidade de gênero".
O partido é hostil à introdução do direito do solo, à revogação do crime de imigração ilegal e da imigração em geral. Também quer proibir o acesso aos portos de barcos de ONGs que resgataram refugiados no mar, aumentar o número de centros de monitoramento e expulsar imigrantes ilegais ou refugiados e dificultar seu processo de legalização.

### Política externa
Long euroscéptico, a Fratelli d'Italia finalmente renunciou a seu apoio para deixar o euro e a União Européia. O partido apóia OTAN e defende uma postura atlantista.

## Apoio Popular
Os resultados eleitorais da FdI em geral (Câmara dos Deputados) e das eleições para o Parlamento Europeu desde 2013 são apresentados no gráfico abaixo.

## Resultados eleitorais

### Eleições legislativas

#### Câmara dos Deputados
| Data | Cl. | Votos     | %    | +/-  | Deputados | +/-  | Status   |
| ---- | --- | --------- | ---- | ---- | --------- | ---- | -------- |
| 2013 | 8.º | 666.035   | 1,9% | Novo | 9 / 630   | Novo | Oposição |
| 2018 | 5.º | 1.429.550 | 4,4% | 2,5  | 32 / 630  | 23   | Oposição |
| 2022 | 1.º | 7.302.517 | 26%  | 21,6 | 119 / 400 | 87   | Governo  |

#### Senado
| Data | Cl. | Votos     | %    | +/-  | Senadores | +/-  |
| ---- | --- | --------- | ---- | ---- | --------- | ---- |
| 2013 | 7.º | 590.083   | 1,9% | Novo | 0 / 315   | Novo |
| 2018 | 5.º | 1.286.606 | 4,3% | 2,4  | 18 / 315  | 18   |
| 2022 | 1.º | 7.167.136 | 26%  | 21,7 | 66 / 200  | 48   |

### Eleições europeias
| Data | Cl. | Votos     | %    | +/-  | Deputados | +/-  |
| ---- | --- | --------- | ---- | ---- | --------- | ---- |
| 2014 | 7.º | 1.004.037 | 3,7% | Novo | 0 / 73    | Novo |
| 2019 | 5.º | 1.726.189 | 6,4% | 2,7  | 6 / 76    | 6    |